# Tamagotchi
Un Tamagotchi (provinent de la unió entre 卵 (たまご, tamago, ou en japonès) i ウオッチ (uotchi, rellotge en japonès), agafant la forma semblant a 友達 (tomodachi, amic)] és una mascota digital creada el 1996 per Aki Maita i comercialitzada per Bandai. El Tamagotchi és un aparell electrònic amb la forma i mida d'un ou, que té una pantalla en blanc i negre pixelada, que conté la mascota virtual. Només tres botons (A -seleccionar-, B -acceptar- i C -cancel·lar-) permeten a l'usuari desplaçar-se per la pantalla.

## Inicis
El producte va ser llançat per Bandai el 23 de novembre de 1996 al Japó, i el maig de 1997 a la resta del món. Va esdevenir ràpidament una joguina de moda i molt popular durant el final de la dècada dels noranta i inicis del 2000. Fins al 2010, s'havien venut al voltant de 76 milions de Tamagotchis arreu del món, i al 2017, al voltant de 82 milions.
La invenció d'Aki Maita el va fer guanyar, l'any 1997, el Premi Ig Nobel. L'èxit de la joguina, simple i de colors llampants, va permetre la creació de noves versions i actualitzacions al llarg dels anys. Una nova onada de joguines Tamagotchi va arribar amb un disseny gràfic per JINCO i algunes consoles van fer ús de la seva marca: Nintendo DS amb el videojoc Tamagotchi Connection: Corner Shop (fins a tres versions), o Wii amb Tamagotchi Party On!
La història que hi ha darrere dels jocs ha romàs la mateixa: els Tamagotchis són uns aliens de mida petita que van arribar a la Terra en un ou per veure com era. El jugador ha d'acompanyar la mascota durant el seu creixement.

## Joc i vida del Tamagotchi
La mascota virtual passa a través diferents etapes de creixement, i es desenvoluparà de diferents maneres depenent de la cura que el jugador hi posi. Un tracte positiu comportarà una criatura adulta més llesta, feliç i amb menys atenció requerida.
Activant la joguina per primera vegada, apareix un ou a la pantalla. Després d'ajustar el rellotge, l'ou tremolarà durant diversos minuts i es convertirà en una mascota. En algunes versions, cal també la introducció del nom i aniversari del jugador. Aquest haurà de fer-se càrrec de la mascota en la mesura del que desitgi.
Les mascotes tenen funcions com Gana, Felicitat i Disciplina, indicats amb mesuradors que determinaran els seus nivells de salut i comportament. També és possible consultar l'edat i pes de la mascota. Algunes funcions que es poden realitzar que faran variar aquests paràmetres són:
- Alimentar el Tamagotchi amb menjar saludable, però avorrit o bé amb llaminadures no saludables, però plaents.
- Jugar amb el Tamagotchi, fet que li apuja la felicitat.
- Netejar l'entorn del Tamagotchi dels seus residus, que evita que es posi malalt i que s'hagi de recórrer a "Medicina".
- Activar l'opció de lavabo quan la mascota mostra signes de necessitat, fet que farà que hi vagi expressament, que pot resultar en una disciplina.
- Renyar la mascota quan es nega a alguna acció per apujar-li la disciplina.
- Acompanyar la mascota a dormir apagant el llum.
- Comprovar la seva edat i els seus nivells de pes, disciplina, gana i felicitat.